# Mirosław Grabarczyk
Mirosław Grabarczyk (ur. 3 stycznia 1971 w Płocku) – polski szachista, arcymistrz od 2002 roku.

## Kariera szachowa
W latach 90. należał do ścisłej czołówki polskich szachistów. Dwukrotnie (1997, 2001) reprezentował Polskę na drużynowych mistrzostwach Europy. Był wielokrotnym finalistą indywidualnych mistrzostw Polski, dwukrotnie zdobywając srebrne medale (Częstochowa 1993, Warszawa 1995). W swoim dorobku posiada medale mistrzostw Polski w szachach błyskawicznych (złoty - Głogów 1994 i dwa brązowe - Kalisz 1993, Bydgoszcz 2013) oraz w szachach szybkich (srebrny - Łuków 1995 i trzy brązowe - Kalisz 1995, Częstochowa 1998, Żnin 2000), a także medale drużynowych mistrzostw kraju (brązowy w drużynie MKS "Rymer" Niedobczyce, srebrny w drużynie PTSz Płock i dwa srebrne zdobyte w barwach GKSz "Polfa" Grodzisk Mazowiecki). 
W 1996 r. zwyciężył w dwóch turniejach międzynarodowych, w Polanicy-Zdroju i Policach, natomiast na przełomie 1996 i 1997 r. zajął I m. w turnieju Cracovia w Krakowie. W 2009 r. podzielił III m. (za Jurijem Drozdowskim i Thorstenem Michaelem Haubem, wspólnie z Carstenem Høi) w turnieju Scandinavian Open w Kopenhadze oraz zwyciężył (wspólnie z Wołodymyrem Małaniukiem i George-Gabrielem Grigore) w Rivoltella sul Garda. W 2014 r. zwyciężył w rozegranych w Krakowie Międzynawowych Mistrzostwach Małopolski.
Najwyższy ranking w dotychczasowej karierze osiągnął 1 lipca 1996 r., z wynikiem 2525 punktów dzielił wówczas 3. miejsce (wspólnie z Marcinem Kamińskim i Aleksandrem Wojtkiewiczem, za Michałem Krasenkowem i Tomaszem Markowskim) wśród polskich szachistów.

## Życie prywatne
Brat Mirosława Grabarczyka, Bogdan, również jest znanym szachistą (posiada tytuł mistrza międzynarodowego).